# Уварова, Раиса Рауфовна
Раи́са Рау́фовна Ува́рова (2 мая 1933, Троицк, Челябинская область, РСФСР, СССР — 5 апреля 2017, Йошкар-Ола, Марий Эл, Россия) — советский и российский деятель культуры. Директор Республиканского театра кукол в г. Йошкар-Оле (1969—1990), председатель Марийского отделения Всероссийского театрального общества (1976—1981). Заслуженный работник культуры Российской Федерации (1997). Член КПСС.

## Биография
Родилась 2 мая 1933 года в с. Троицк Челябинской области РСФСР.
В 1935 году вместе с семьёй переехала в Йошкар-Олу. В 1955 году окончила Марийское культурно-просветительное училище.
В 1961—1963 годах — художественный руководитель Парка культуры и отдыха имени XXX-летия ВЛКСМ в г. Йошкар-Оле, в 1966—1968 годах — директор Республиканского Дома народного творчества в Йошкар-Оле. 
В 1969—1990 годах — директор Республиканского театра кукол в г. Йошкар-Оле. При ней в 1989 году театр переехал в новое здание на улице Карла Маркса в Йошкар-Оле, построенное заслуженным архитектором РСФСР А. И. Галицким. В 1978 году на должность главного режиссёра была приглашена ученица народного артиста СССР С. В. Образцова Е. И. Ярденко, которая сформировала современный репертуар театр кукол и проработала в нём до 2001 года. В это время театр стал выезжать на гастроли по союзным республикам СССР и участвовать в различных фестивалях театров кукол. Постановка Е. И. Ярденко «Сказки дядюшки Римуса» получила высокую оценку критиков и специалистов на Международном фестивале “UNIMA” в Ереване в 1982 году. В 2014 году театр переместился в красивое и современное здание на Патриаршей площади г. Йошкар-Олы. 
В 1970 году окончила Марийский педагогический институт имени Н. К. Крупской.   
В 1976—1981 годах была председателем Марийского отделения Всероссийского театрального общества.
В конце 1990-х годов работала заместителем директора Республиканского Дома народного творчества в Йошкар-Оле. 
В 1997 году ей присвоено почётное звание «Заслуженный работник культуры Российской Федерации».   
Скончалась 5 апреля 2017 года в Йошкар-Оле.

## Звания и награды
- Заслуженный работник культуры Российской Федерации (25 августа 1997)[1][2] — за заслуги в области культуры и многолетнюю плодотворную работу[6]
- Заслуженный работник культуры Марийской АССР (1983)[1][2]
- Юбилейная медаль «За доблестный труд. В ознаменование 100-летия со дня рождения Владимира Ильича Ленина» (1970)
- Почётная грамота Президиума Верховного Совета Марийской АССР (1967)[1][2]